# Alfred Scheurer

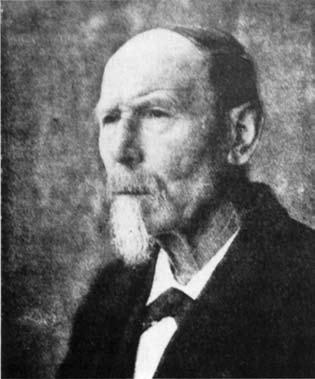
Alfred Scheurer

Alfred Scheurer (5 mei 1840 - 2 mei 1921), was een Zwitsers politicus voor de Vrijzinnig-Democratische Partij uit het kanton Bern.

## Biografie
Hij was lid van de Regeringsraad van Bern.
Alfred Scheurer was van 1 juni 1879 tot 31 mei 1880, van 1 juni 1883 tot 31 mei 1884 en van 1 juni 1890 tot 31 mei 1891 voorzitter van de Regeringsraad (dat wil zeggen regeringsleider) van het kanton Bern. Hij overleed in 1921 op 60-jarige leeftijd.